# Furelos
Furelos en galicien et en espagnol, est une localité de la parroquia de San Xoán de Furelos dans le municipio de Melide, comarque de Terra de Melide, province de La Corogne, communauté autonome de Galice, au nord-ouest de l'Espagne.
Cette localité est traversée par le Camino francés du Pèlerinage de Saint-Jacques-de-Compostelle.

## Patrimoine et culture

### Pèlerinage de Compostelle
Sur le Camino francés du Pèlerinage de Saint-Jacques-de-Compostelle, on vient de la localité de Disicabo (ou Desecabo en galicien), dans le municipio de Melide, via le Parque empresarial de la Magdalena.
La prochaine halte est la localité de Melide, dans le municipio du même nom.

### Patrimoine civil et naturel

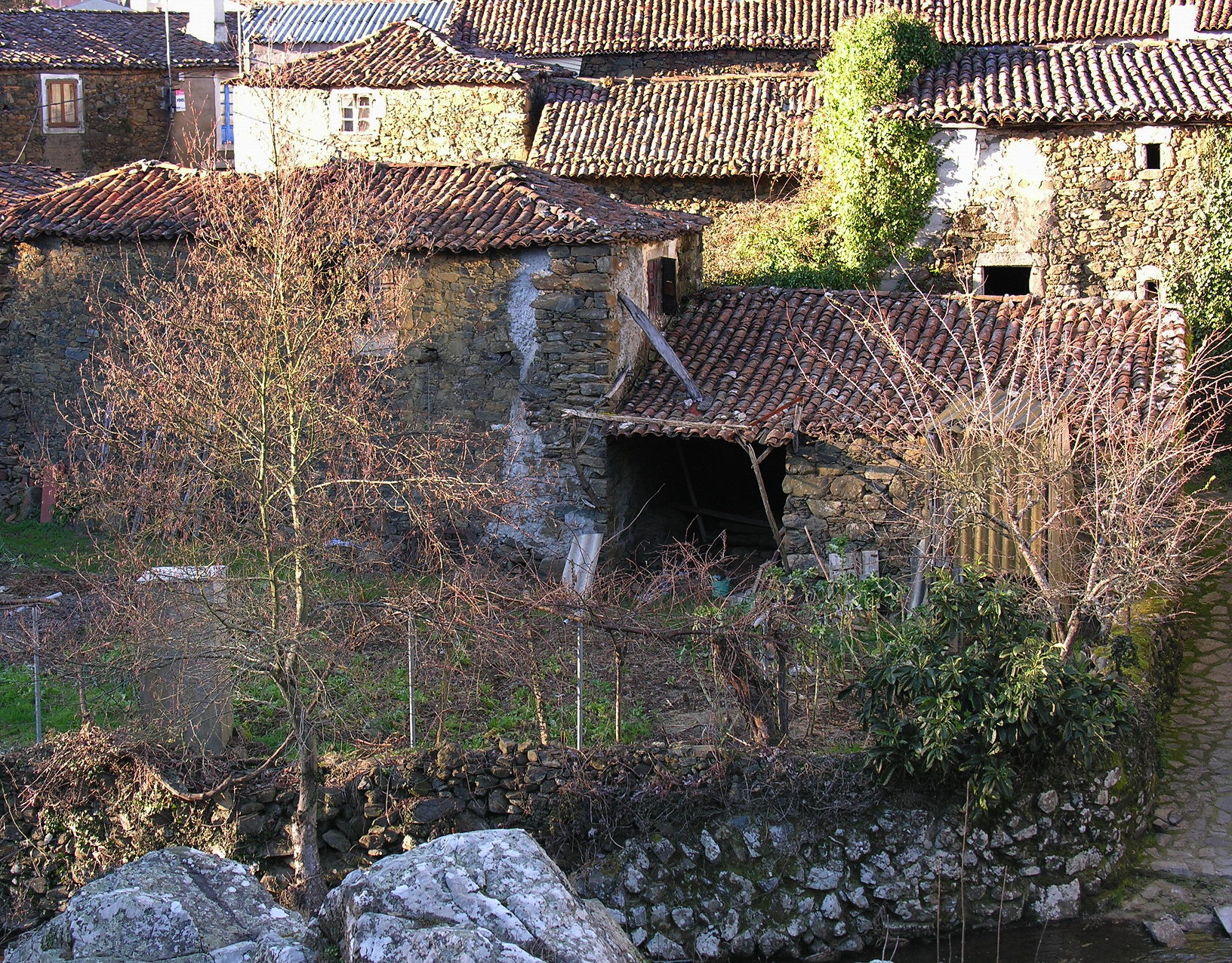
Le village de Furelos.
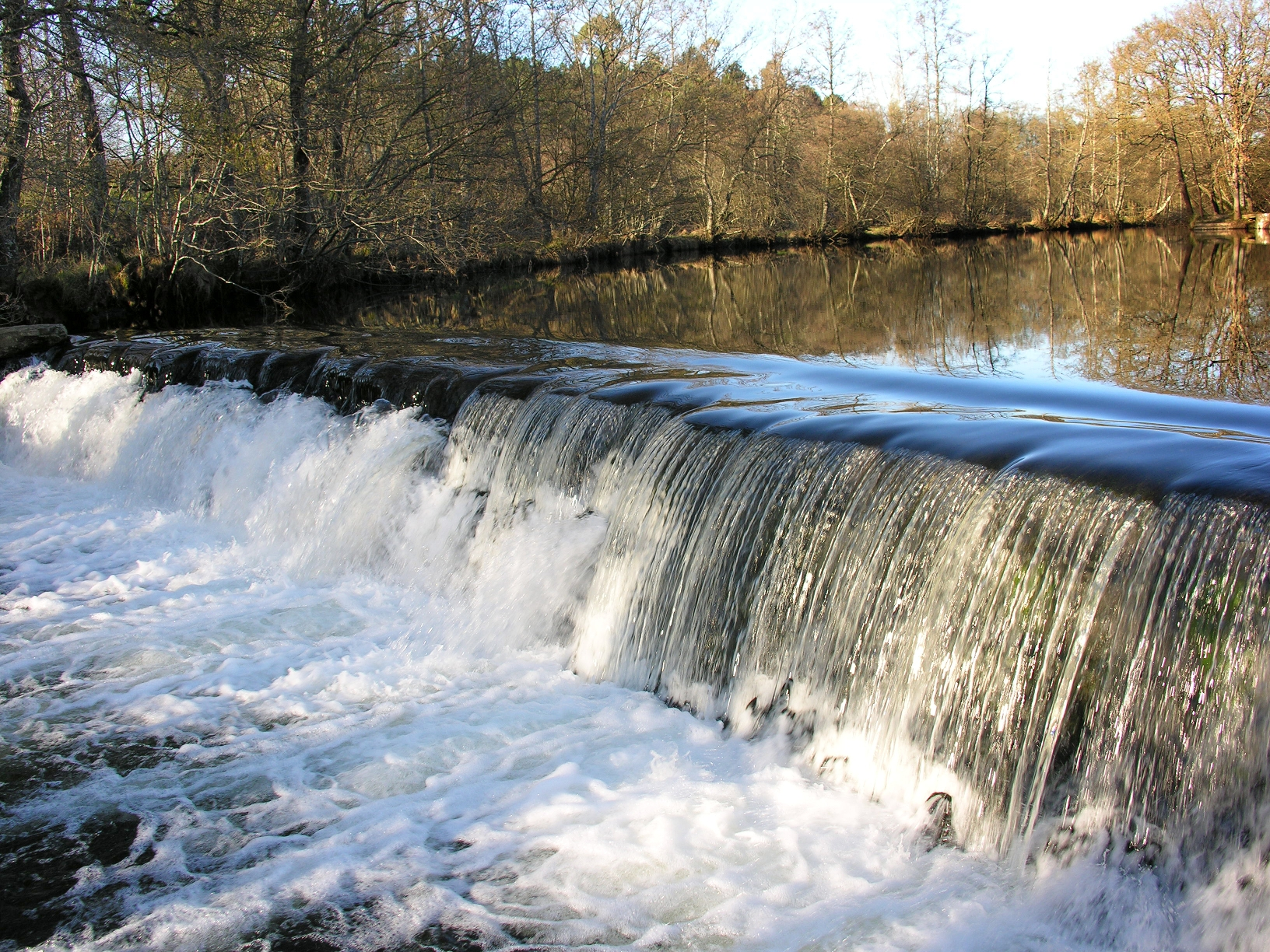
Le río Furelos.

## Sources et références
- (gl) Cet article est partiellement ou en totalité issu de l’article de Wikipédia en galicien intitulé « Furelos » (voir la liste des auteurs).
- (fr) Grégoire, J.-Y. & Laborde-Balen, L. , « Le Chemin de Saint-Jacques en Espagne - De Saint-Jean-Pied-de-Port à Compostelle - Guide pratique du pèlerin », Rando Éditions, mars 2006,  (ISBN 2-84182-224-9)
- (fr)« Camino de Santiago St-Jean-Pied-de-Port - Santiago de Compostela », Michelin et Cie, Manufacture Française des Pneumatiques Michelin, Paris, 2009,  (ISBN 978-2-06-714805-5)
- (fr)« Le Chemin de Saint-Jacques Carte Routière », Junta de Castilla y León, Editorial